# Alessandro Cicognini
Alessandro Cicognini (Pescara, 25 gennaio 1906 – Roma, 9 novembre 1995) è stato un compositore italiano.
Cicognini è stato uno tra i più prolifici e influenti compositori di colonne sonore, particolarmente noto per il suo importante contributo al cinema neorealista.

## Biografia

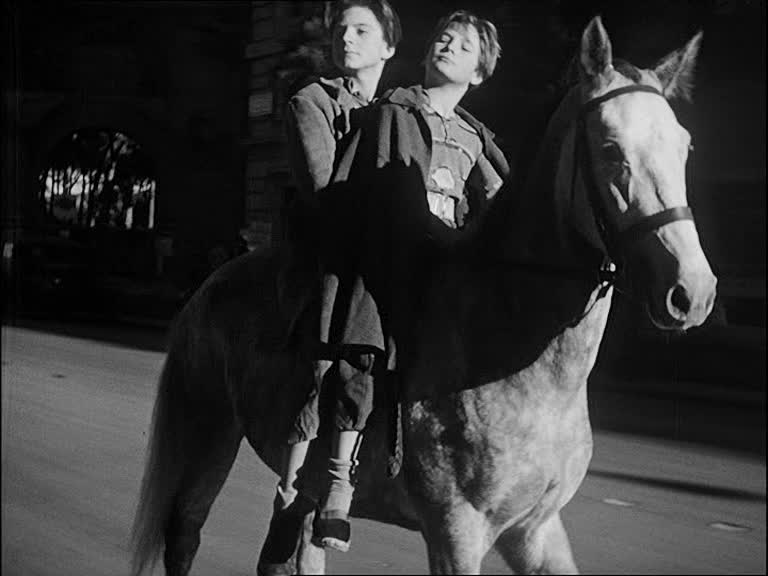
Una scena di Sciuscià di Vittorio De Sica con le musiche del Maestro Alessandro Cicognini, premiato con l'Oscar come miglior film straniero nel 1947

Alessandro Cicognini, nato a Pescara il 25 gennaio 1906, trascorre l'infanzia e l'adolescenza a Francavilla al Mare, città a cui resterà costantemente legato anche dopo il trasferimento a Roma.
Dotato di un vivo e precoce talento musicale, a 13 anni già suona il pianoforte con maestria, al punto che gli viene richiesto dai gestori delle sale cinematografiche di accompagnare con la sua musica le scene dei film, allora privi di sonoro.
Sarà probabilmente questa esperienza giovanile a segnare il futuro del giovane Alessandro, che già allora dimostra una eccellente bravura nello scegliere i temi giusti per sottolineare le varie scene dei film. La sua forte vocazione musicale non è però gradita dalla famiglia, soprattutto dal padre, che gli impone di iscriversi all'Università, dove conseguirà la laurea in Giurisprudenza.
Tuttavia egli continua a studiare musica seguendo le lezioni di Giulio Cesare Paribeni e Rinaldo Renzo Bossi al Conservatorio di Musica di Milano, dove nel 1927 consegue il diploma in Composizione.
Nel 1932 pubblica la cantata Saul, e l'anno seguente firma un'opera lirica in tre atti dal titolo Donna Lombarda, di cui scrive anche il libretto e con la quale partecipa ad un concorso per giovani compositori indetto dall'EIAR, di cui risulterà vincitore ex aequo con Pasquale La Rotella. L'opera viene rappresentata a Milano, a Torino e a Roma, incontrando il favore della critica.
La sua prima colonna sonora cinematografica risale al 1936 con il film I due sergenti diretto da Enrico Guazzoni, ma solo nel 1937 il suo nome appare nei titoli di testa del film Il corsaro nero diretto da Amleto Palermi quale autore del commento musicale.
Per il maestro Alessandro Cicognini è l'inizio di una fruttuosa carriera, che lo porta a scrivere le musiche di centinaia di pellicole cinematografiche realizzate tra il 1936 ed il 1993. Particolarmente proficuo è il sodalizio artistico che stabilisce con il regista Alessandro Blasetti, per il quale comporrà le musiche di quasi tutti i suoi film.
Al termine del conflitto Alessandro Cicognini accetta l'incarico di comporre le musiche per Sciuscià. Il successo internazionale del film rafforza la sua notorietà e Vittorio De Sica gli chiede di comporre la colonna sonora di Ladri di biciclette, per la quale nel 1949 gli verrà conferito il Nastro d'argento. Questa collaborazione segna la nascita di un nuovo sodalizio artistico in cui la stima reciproca del regista e del compositore produrrà ottimi frutti. Molti tra i migliori film di De Sica (da ricordare L'oro di Napoli, Miracolo a Milano, Umberto D., Stazione Termini, Il giudizio universale) si avvalgono delle musiche composte da Alessandro Cicognini. Il compositore avrà ottimi rapporti professionali anche con Luigi Comencini, Pane, amore e fantasia, e con Mario Monicelli, Guardie e ladri firmando, inoltre, le musiche della saga di Don Camillo, e le colonne sonore di altri celebri film interpretati da Totò quali Totò, Peppino e i fuorilegge, La banda degli onesti, Siamo uomini o caporali.
La notorietà del compositore abruzzese varca i confini nazionali quando, nel 1956 da Hollywood gli viene affidata la realizzazione della musica per il film Amami... e non giocare diretto da Ken Annakin. Nel 1958 compone le musiche per Orchidea nera, diretto da Martin Ritt ed interpretato da Sophia Loren, e nel 1960 per La baia di Napoli, diretto da Melville Shavelson ed interpretato da Clark Gable e Sophia Loren. 
Proprio con la fine degli anni cinquanta inizia per Alessandro Cicognini un periodo difficile per la sua vita. Dopo la progressiva uscita di scena di maestri come Blasetti e De Sica, le richieste di lavoro si diradano, ed il rigore con cui persegue la sua opera lo pone spesso in contrasto con registi e produttori di film che vorrebbero da lui cose che non si sente di fare. Finché una sera, colto da una crisi di sconforto, getta nel fiume Aniene gli spartiti di tutte le sue composizioni, e decide di lasciare Roma ritirandosi per un periodo di tempo a Francavilla al Mare.
A partire dal 1965 si dedica con passione all'insegnamento, venendo nominato nel 1969 direttore del Conservatorio di musica "Francesco Cilea" di Reggio Calabria. Nel 1971 passa a dirigere il Conservatorio Luca Marenzio di Brescia, carica che manterrà fino al definitivo ritiro.

## Colonne sonore
- I due sergenti, regia di Enrico Guazzoni (1936)
- Il corsaro nero, regia di Amleto Palermi (1937)
- I due misantropi, regia di Amleto Palermi (1937)
- Ettore Fieramosca, regia di Alessandro Blasetti (1938)
- Le due madri, regia di Amleto Palermi (1938)
- Napoli d'altri tempi, regia di Amleto Palermi (1938)
- Partire, regia di Amleto Palermi (1938)
- Castelli in aria, regia di Augusto Genina (1938)
- Cavalleria rusticana, regia di Amleto Palermi (1939)
- Il documento, regia di Mario Camerini (1939)
- I grandi magazzini, regia di Mario Camerini (1939)
- Napoli che non muore (1939)
- Retroscena, regia di Alessandro Blasetti (1939)
- Una moglie in pericolo (1939)
- Centomila dollari (1940)
- Giuliano de' Medici (1940)
- Melodie eterne (1940)
- La nascita di Salomè (1940)
- La peccatrice, regia di Amleto Palermi (1940)
- Un'avventura di Salvator Rosa, regia di Alessandro Blasetti (1940)
- Senza cielo, regia di Alfredo Guarini (1940)
- Una romantica avventura (1940)
- La corona di ferro, regia di Alessandro Blasetti (1941)
- Primo amore (1941)
- Ridi pagliaccio, regia di Camillo Mastrocinque (1941)
- La maestrina, regia di Giorgio Bianchi (1942)
- Pastor Angelicus, regia di Romolo Marcellini (1942)
- 4 passi fra le nuvole, regia di Alessandro Blasetti (1942)
- La sua strada, regia di Mario Costa (1943)
- La statua vivente, regia di Camillo Mastrocinque (1943)
- Nessuno torna indietro, regia di Alessandro Blasetti (1943)
- Il nostro prossimo, regia di Gherardo Gherardi e Antonio Rossi (1943)
- Quarta pagina (1943)
- Tristi amori (1943)
- Due lettere anonime (1945)
- La resa di Titì (1945)
- Lo sconosciuto di San Marino (1946)
- Albergo Luna, camera 34 (1946)
- Cronaca nera (1947)
- Sciuscià, regia di Vittorio De Sica (1946)
- Ultimo amore, regia di Luigi Chiarini (1947)
- Castel Sant'Angelo (1947)
- Fiamme sul mare (1947)
- Il duomo di Milano - Documentario (1947)
- Le avventure di Pinocchio (1947)
- I miserabili, regia di Riccardo Freda (1948)
- Il cavaliere misterioso, regia di Riccardo Freda (1948)
- Ladri di biciclette, regia di Vittorio De Sica (1948)
- Cavalcata d'eroi (1949)
- La fiamma che non si spegne, regia di Vittorio Cottafavi (1949)
- Il grido della terra (1949)
- Il conte Ugolino (1949)
- Lo sparviero del Nilo, regia di Giacomo Gentilomo (1949)
- Rondini in volo (1949)
- Vento d'Africa (1949)
- Vogliamoci bene! (1949)
- Ho sognato il paradiso, regia di Giorgio Pàstina (1949)
- Paolo e Francesca (1950)
- Domani è troppo tardi, regia di Léonide Moguy (1950)
- Gorghi nel fiume (1950)
- Il ladro di Venezia (1950)
- Miracolo a Milano, regia di Vittorio De Sica (1950)
- Prima comunione, regia di Alessandro Blasetti (1950)
- Cameriera bella presenza offresi... (1951)
- Due soldi di speranza, regia di Renato Castellani (1951)
- Guardie e ladri, regia di Mario Monicelli e Steno (1951)
- I sette nani alla riscossa, regia di Paolo William Tamburella (1951)
- Altri tempi - Zibaldone n. 1, regia di Alessandro Blasetti (1952)
- Buongiorno, elefante!, regia di Gianni Franciolini (1952)
- Carne inquieta (1952)
- Don Camillo, regia di Julien Duvivier (1952)
- Gli eroi della domenica (1952)
- La fiammata, regia di Alessandro Blasetti (1952)
- Il peccato di Anna (1952)
- L'ingiusta condanna (1952)
- Il maestro di Don Giovanni (1952)
- Moglie per una notte (1952)
- Il segreto delle tre punte (1952)
- Umberto D., regia di Vittorio De Sica (1952)
- Wanda, la peccatrice, regia di Duilio Coletti (1952)
- La mano dello straniero (1953)
- Pane, amore e fantasia, regia di Luigi Comencini (1953)
- Il ritorno di don Camillo, regia di Julien Duvivier (1953)
- Siamo donne (1953)
- Stazione Termini (1953)
- L'arte di arrangiarsi, regia di Luigi Zampa (1954)
- Femmina (1954)
- Graziella (1954)
- L'oro di Napoli, regia di Vittorio De Sica (1954)
- Pane, amore e gelosia (1954)
- Peccato che sia una canaglia, regia di Alessandro Blasetti (1954)
- Tempi nostri - Zibaldone n. 2, regia di Alessandro Blasetti (1954)
- Ulisse, regia di Mario Camerini (1954)
- Don Camillo e l'onorevole Peppone, regia di Carmine Gallone (1955)
- Gli ultimi cinque minuti, regia di Giuseppe Amato (1955)
- La rivale, regia di Anton Giulio Majano (1955)
- Pane, amore e... (1955)
- Siamo uomini o caporali (1955)
- Tempo d'estate (1955)
- Amami... e non giocare, regia di Ken Annakin (1956)
- La banda degli onesti (1956)
- Il bigamo (1956)
- La fortuna di essere donna, regia di Alessandro Blasetti (1956)
- Il tetto, regia di Vittorio De Sica (1956)
- Tempo di villeggiatura (1956)
- Totò, Peppino e i fuorilegge (1956)
- La finestra sul Luna Park, regia di Luigi Comencini (1957)
- Vacanze a Ischia, regia di Mario Camerini (1957)
- Anna di Brooklyn, regia di Vittorio De Sica e Carlo Lastricati (1958)
- È arrivata la parigina (1958)
- Orchidea nera (1958)
- Pane, amore e Andalusia (Pan, amor y... Andalucía), regia di Javier Setó (1958)
- Totò nella luna (1958)
- Tutti innamorati (1958)
- La baia di Napoli (1960)
- Olympia (A Breath of Scandal), regia di Michael Curtiz (1960)
- Don Camillo monsignore... ma non troppo (1961)
- Il giudizio universale, regia di Vittorio De Sica (1961)
- Pranzo di Pasqua (1962)
- Il compagno don Camillo (1965)
- La notte dell'addio, regia di Renato Borraccetti (1966)

## Premio Internazionale Cicognini
Il Premio Internazionale Cicognini è stato conferito nel corso degli anni a grandi personaggi del mondo della musica e del cinema come Ennio Morricone, Nicola Piovani, Dario Marianelli, Michael Giacchino e compositori come Franco Piersanti, Bruno Zambrini, Michel Portal, Manuel De Sica.
A Cicognini è dedicato, inoltre, il Festival Alessandro Cicognini, progetto multidisciplinare che si tiene annualmente in Abruzzo.

## Memoria
Nel 105º anniversario della nascita di Alessandro Cicognini (25 gennaio 2011), è stato istituito dal compositore Davide Cavuti il Centro Studi Nazionale Alessandro Cicognini (CRESNAC) con sede nel Museo Michetti di Fracnavilla al Mare.
Nel 2016, Davide Cavuti ha diretto il film Un'avventura romantica ispirato alla vita di Alessandro Cicognini e presentato allo "Spazio FEdS" della 73ª Mostra internazionale , cinematografica di Venezia, nel 2015, in occasione del ventennale dalla scomparsa di Alessandro Cicognini Cavuti ha scritto e diretto lo spettacolo teatrale "Sciuscià e altre storie".
Sempre nel 2015, l'autore Peppe Millanta ha portato in scena a Pescara un monologo sulla vita del maestro.
I capolavori di Alessandro Cicognini  è un disco di Davide Cavuti, pubblicato nel 2014 dal Cresnac,  che contiene una rielaborazione di alcune delle più celebri colonne sonore dell’insigne maestro abruzzese con la partecipazione, oltre all’autore, di Antonella Ruggiero, Michele Placido, Vanessa Gravina, Edoardo Siravo, Sergio Rubini, Awa Ly, il Paolo Di Sabatino Trio.
Il disco Alessandro Cicognini per Vittorio De Sica (1995) è un omaggio a sette colonne sonore di Alessandro Cicognini, trascritte dal compositore Giorgio Spacca per orchestra sinfonica e coro diretti da Nicola Samale.

## Curiosità
- Nel 1993, una delle sue colonne sonore (quella del film Stazione Termini del 1953) è stata utilizzata nel film What's Eating Gilbert Grape di Lasse Hallström.
- Nel 2007, a Francavilla al mare, si è tenuta un'iniziativa, in memoria del compositore, riservata alle migliori colonne sonore dei film italiani dell'anno precedente che ha avuto come vincitore il maestro Carlo Crivelli per le musiche del film il 7 e l'8.
- Il regista Ermanno Olmi ha utilizzato la musica del film Miracolo a Milano di Alessandro Cicognini, nel cortometraggio Il pianeta che ci ospita (2015).
- Il brano “Sole lucente” (parole di Nisa e musica di Alessandro Cicognini), canzone originale del film Pane, amore e fantasia (1953) di Luigi Comencini, è inserito nei titoli di coda del film-documentario "Un’avventura romantica" (2016) di Davide Cavuti nella versione cantata da Antonella Ruggiero.